# Comuna Velîcikivka, Mena
Velîcikivka (în ucraineană Величківка) este o comună în raionul Mena, regiunea Cernihiv, Ucraina, formată din satele Velîcikivka (reședința) și Vilne.

## Demografie
Componența lingvistică a comunei Velîcikivka
     Ucraineană (96,72%)
     Rusă (1,64%)
     Belarusă (1,39%)
Conform recensământului din 2001, majoritatea populației comunei Velîcikivka era vorbitoare de ucraineană (96,72%), existând în minoritate și vorbitori de rusă (1,64%) și belarusă (1,39%).